# Nockebyhov
Nockebyhov är en stadsdel i stadsdelsområdet Bromma i Västerort inom Stockholms kommun.  Nockebyhov ligger nordväst om stadsdelen Nockeby och sträcker sig från Ängbybadet i väster bort till Drottningholmsvägen och Nockebybron i söder samt till stadsdelen Åkeshov i nordost. I Nockebyhov ingår den största delen av sjön Judarn och Judarskogens naturreservat. Bebyggelsen är blandad och består av småhus från 1930-talet samt radhus, kedjehus, punkthus och lamellhus från efterkrigstiden.  

## Historik

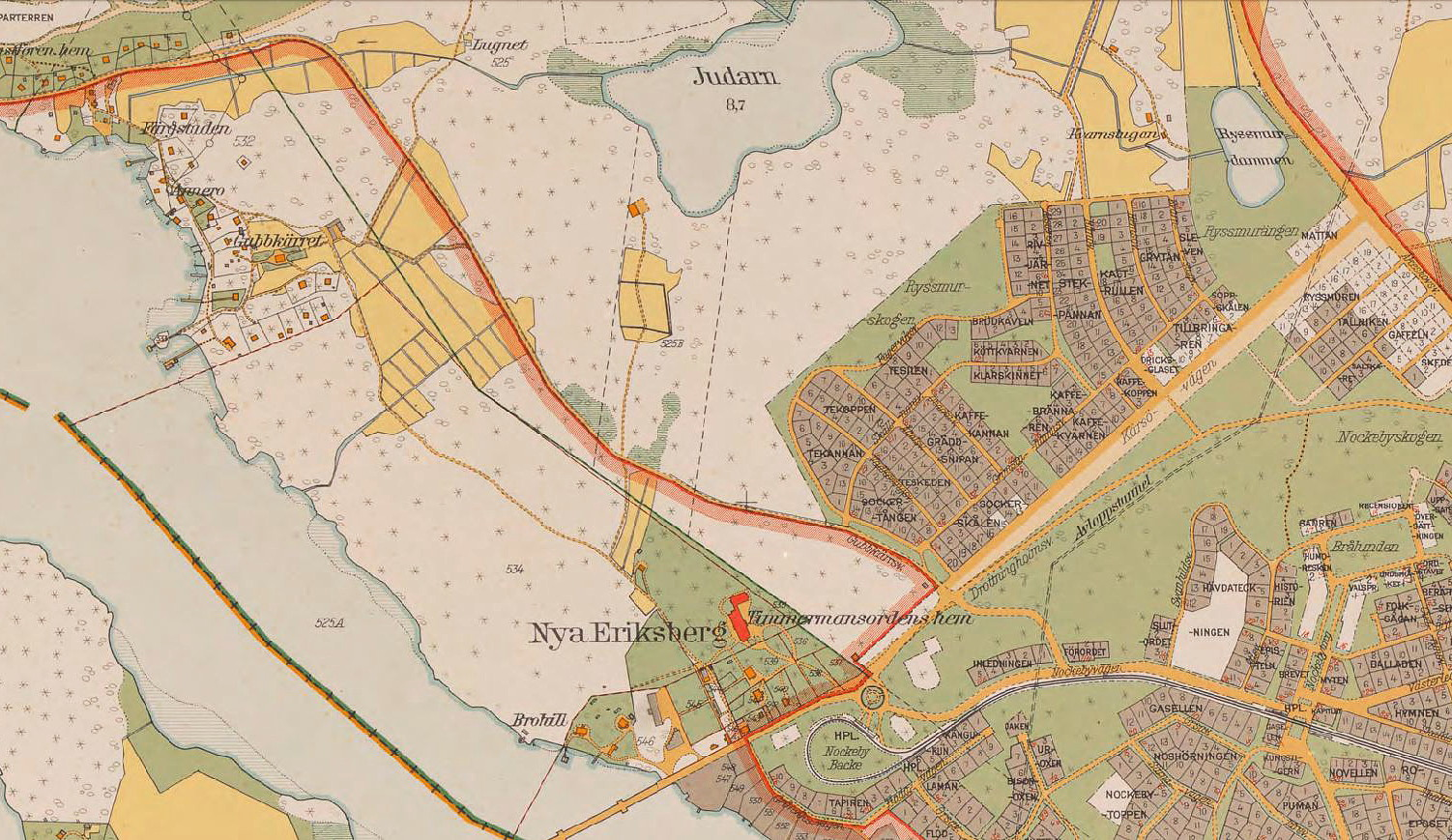
Nockebyhov på 1930-talet.

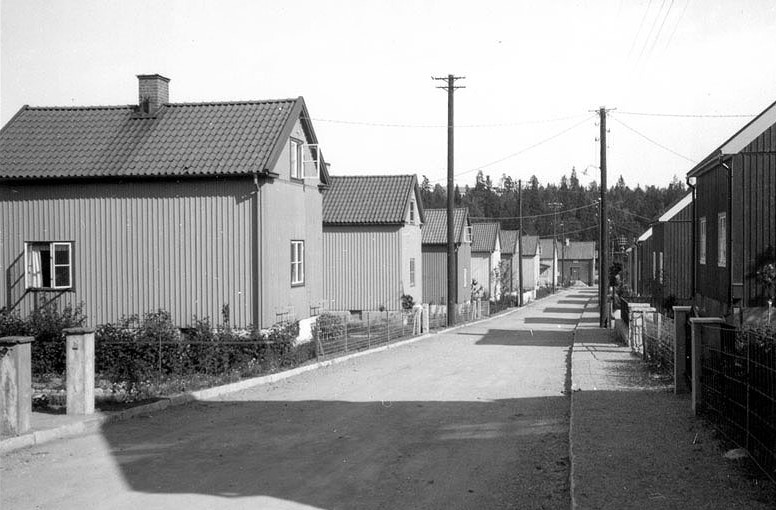
Nockebyhovs småstugeområde, Öbackavägen söderut, 1932.

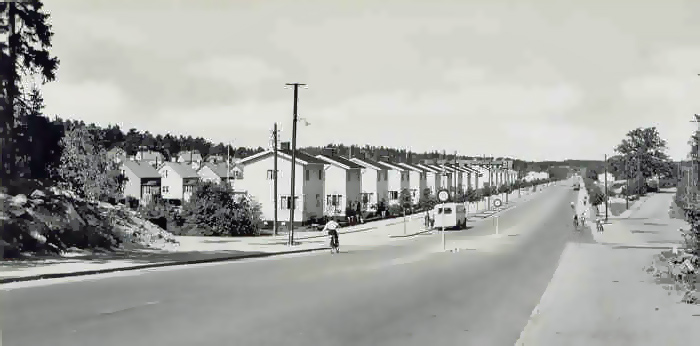
Tjänstemannavillorna vid Drottningholmsvägen, 1940-tal.

Nockebyhovs bebyggelse uppfördes på södra delen Åkeshovs gårds gamla ägor som Stockholms stad förvärvade 1904. Gårdens torp Lugnet från 1700- eller möjligtvis 1600-talet utgör idag stadsdelens äldsta bebyggelse. Namnet Nockebyhov, eller Stora och Lilla Nockebyhov, uppträdde först under början av 1900-talet. 
Som kompensation för en tomt vid Birger Jarlsgatan fick Timmermansorden ett markområde av Stockholms stad som motsvarade större delen av nuvarande Nockebyhov. Här lät orden 1913 uppföra ett nytt ålderdomshem kallat Nya Eriksberg. Bortsett från några äldre sommarvillor var då Nockebyhov i det närmaste obebyggd. 1935 köpte staden tillbaka större delen av Timmermansordens mark för framtida bostadsbyggande. 1939 fastställdes en första stadsplan med enbart villabebyggelse, men byggstart fördröjdes på grund av utbrottet av andra världskriget. Mellan Nockeby backe och Södra Ängby började byggandet av bostadshus åren 1948-1949. Dessförinnan hade under 1946-1947 en del villor byggts vid Tyska botten. En ny stadsplan med högre exploatering antogs 1949. Man började bygga ett pensionärshem inom området 1951. Omkring 1954 ansågs området vid Nockebyhov vara färdigbyggt. 
Ett större småstugeområde med omkring 200 hus är beläget på norra sidan om Drottningholmsvägen och anlades på 1930-talet. Husen är till största delen byggda av ägarna i självbyggeri, ofta efter ritningar av arkitekt Edvin Engström. De så kallade tjänstemannavillorna, närmast Drottningholmsvägen, blev något större och uppfördes av byggmästare. 
Huvuddelen av bebyggelsen mellan Mälaren och Gubbkärrsvägen härrör från åren kring 1950. Från samma tid är Radhusområdet, Rastvägen som ritades av arkitektkontoret Ancker-Gate-Lindegren och kollektivhuset Nockeby familjehotell vid Gubbkärrsvägen 29 med Backström & Reinius som upphovsmän och Olle Engkvist som byggentreprenör och byggherre. I början av 1960-talet byggdes radhusområdet i kvarteret Recipienten vid Utflyktsvägen, arkitekt Björn Hedvall. I mitten av 1960-talet tillkom intilliggande rad- och kedjehusen vid Mälarblick efter ritningar av Gösta Nordin.
Backström & Reinius stod även för utformningen av seniorhemmet Nockebyhus som byggdes på platsen för Nya Eriksberg och invigdes i mitten av 1970-talet. Nockebyhus drivs av Sällskapet Vänner till Pauvres Honteux som förvärvat området från Timmermansorden 1973. Med sina oregelbundna planformer, röda tegelfasader samt karaktäristiska burspråk, balkonger och fönster, dominerar det stora komplexet trakten intill Nockebybrons östra brofäste, och har enligt Stadsmuseet i Stockholm "mycket stora stadsbildsmässiga värden". 
Tre områden, bestående av radhusområdet vid Rastvägen, rad- och kedjehusområdet Mälarblick och seniorhemmet Nockebyhus, är blåmärkta av Stadsmuseet, vilket innebär "att bebyggelsen bedöms ha synnerligen höga kulturhistoriska värden". Sedan 1 februari 2014 ligger Bromma folkhögskola på Åkeshovsvägen 29 i Nockebyhov. 
För närvarande (2018) pågår planering för en förtätning av Nockebyhovs bebyggelse i form av ett 20-tal radhus vid Tyska Bottens väg.

Bebyggelse (urval)
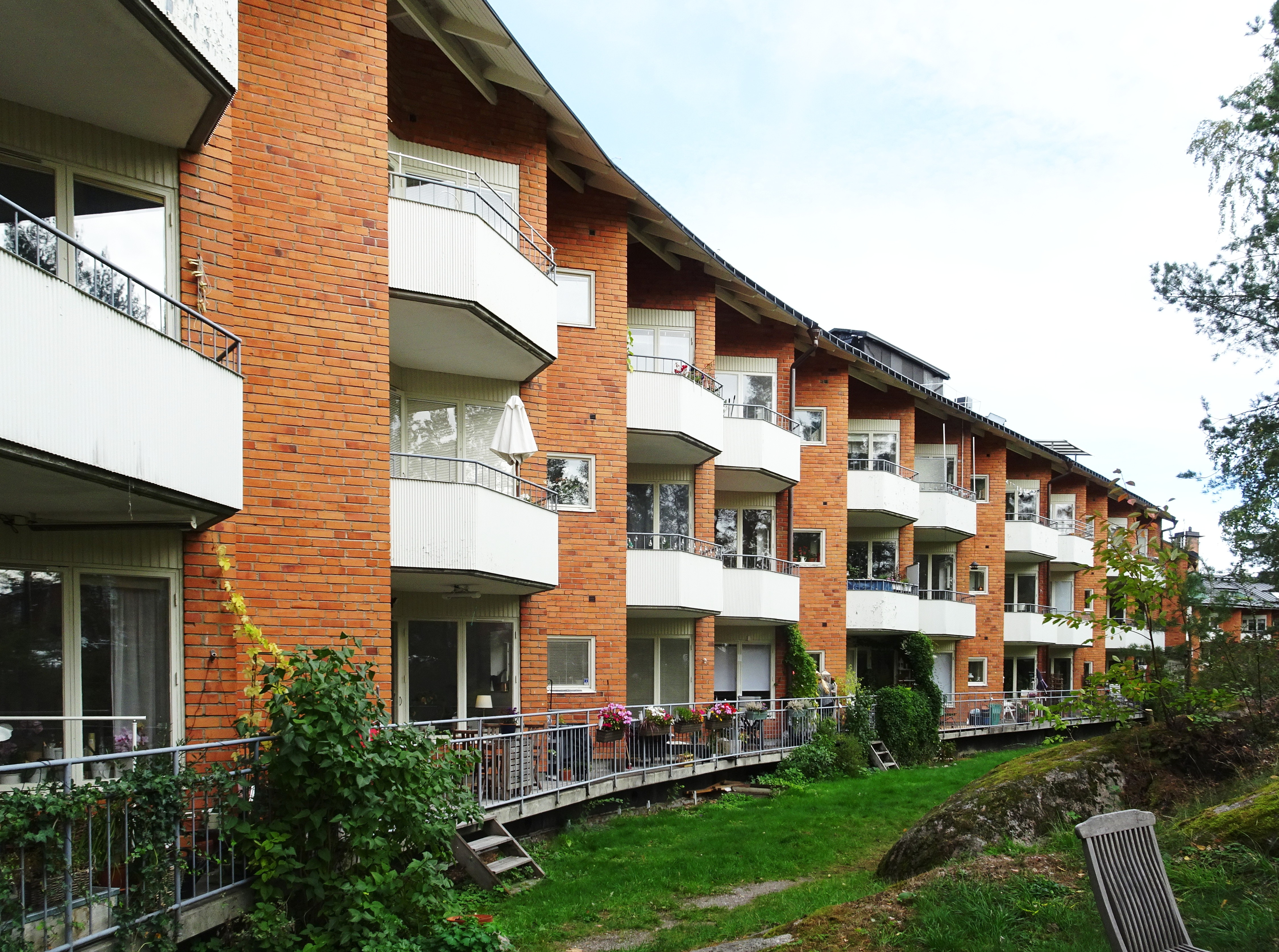
Nockeby familjehotell (Grönmärkt).
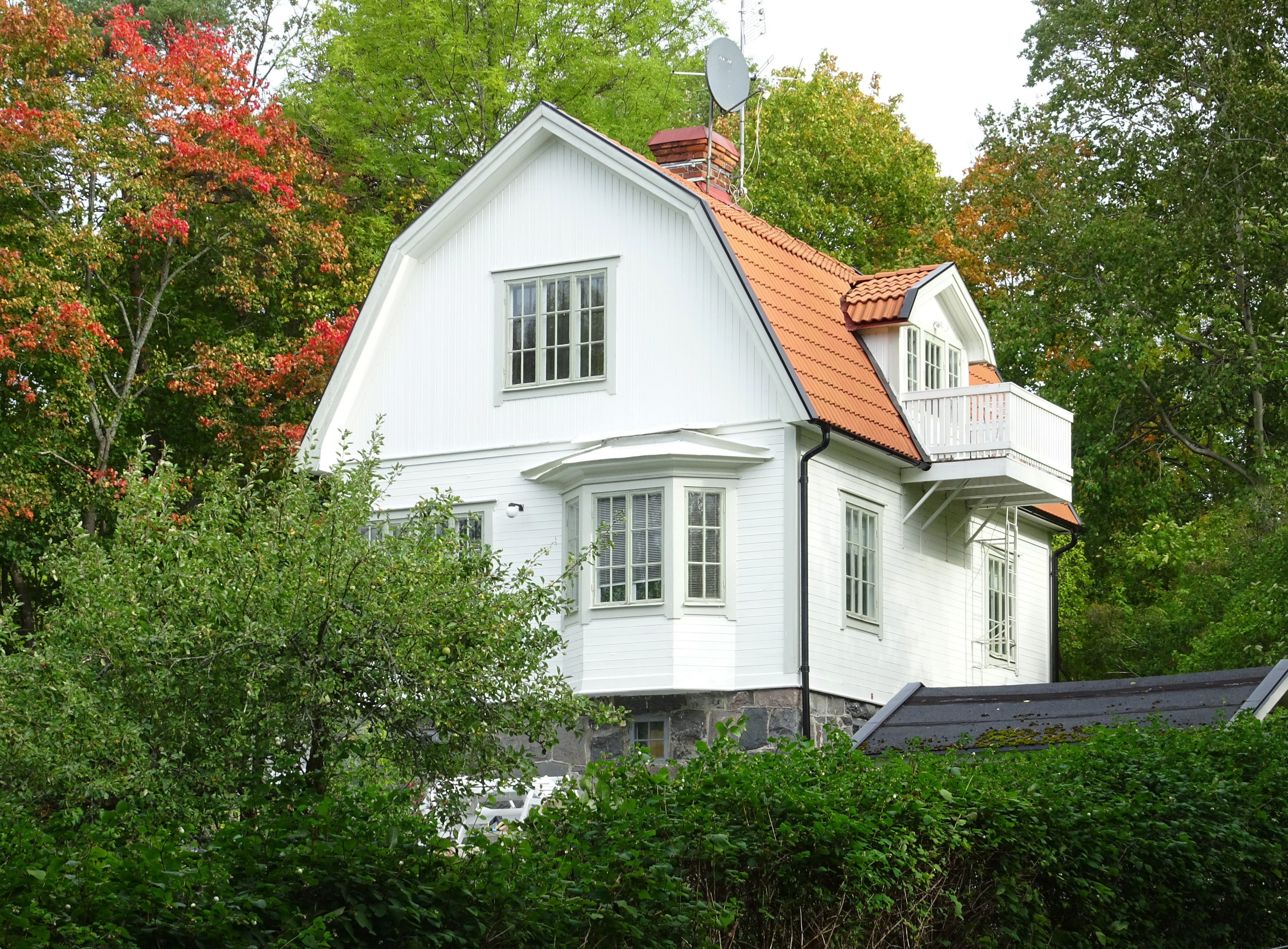
Wreneska villan från 1914.
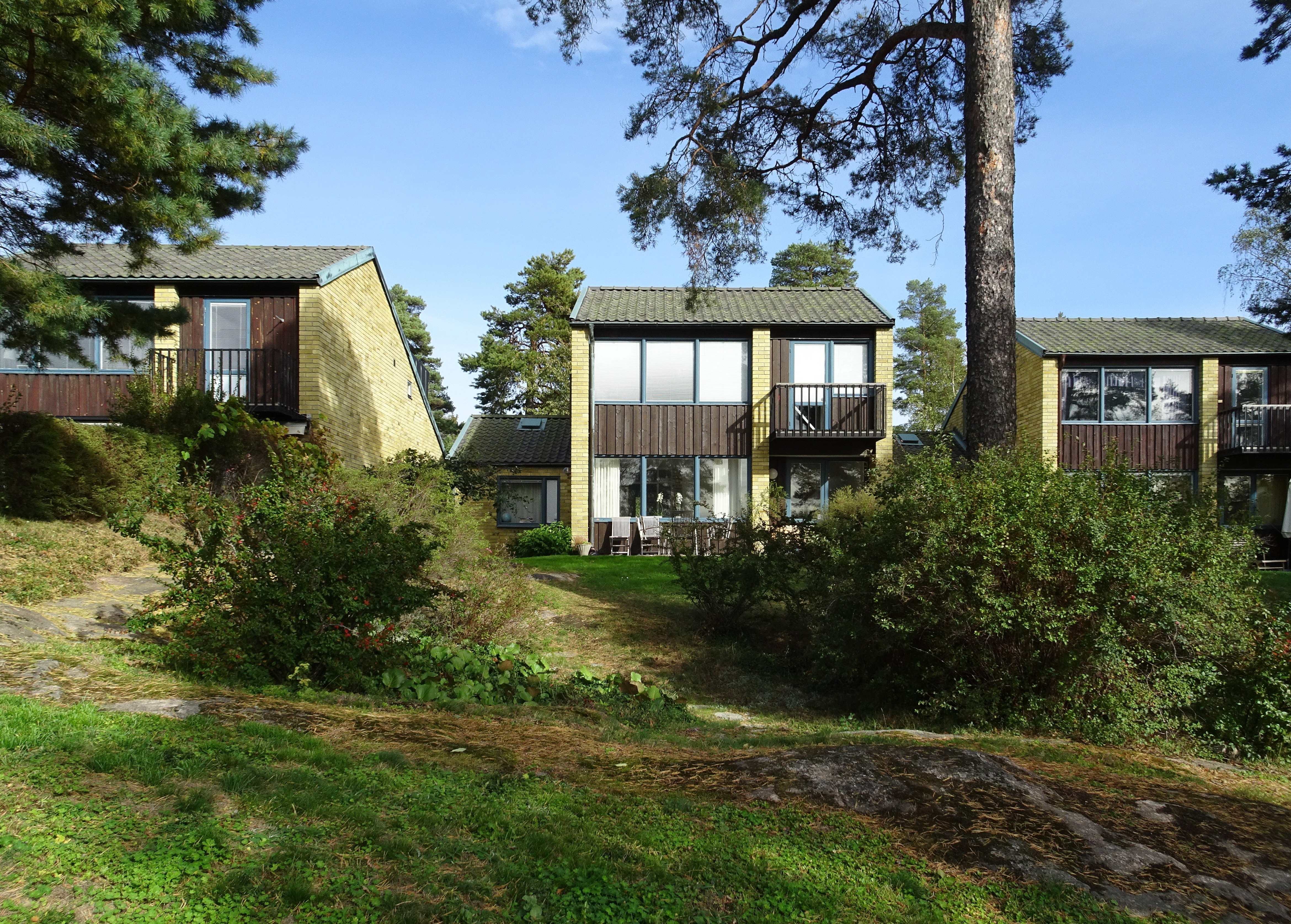
Radhusområdet Mälarblick. (Blåmärkt)
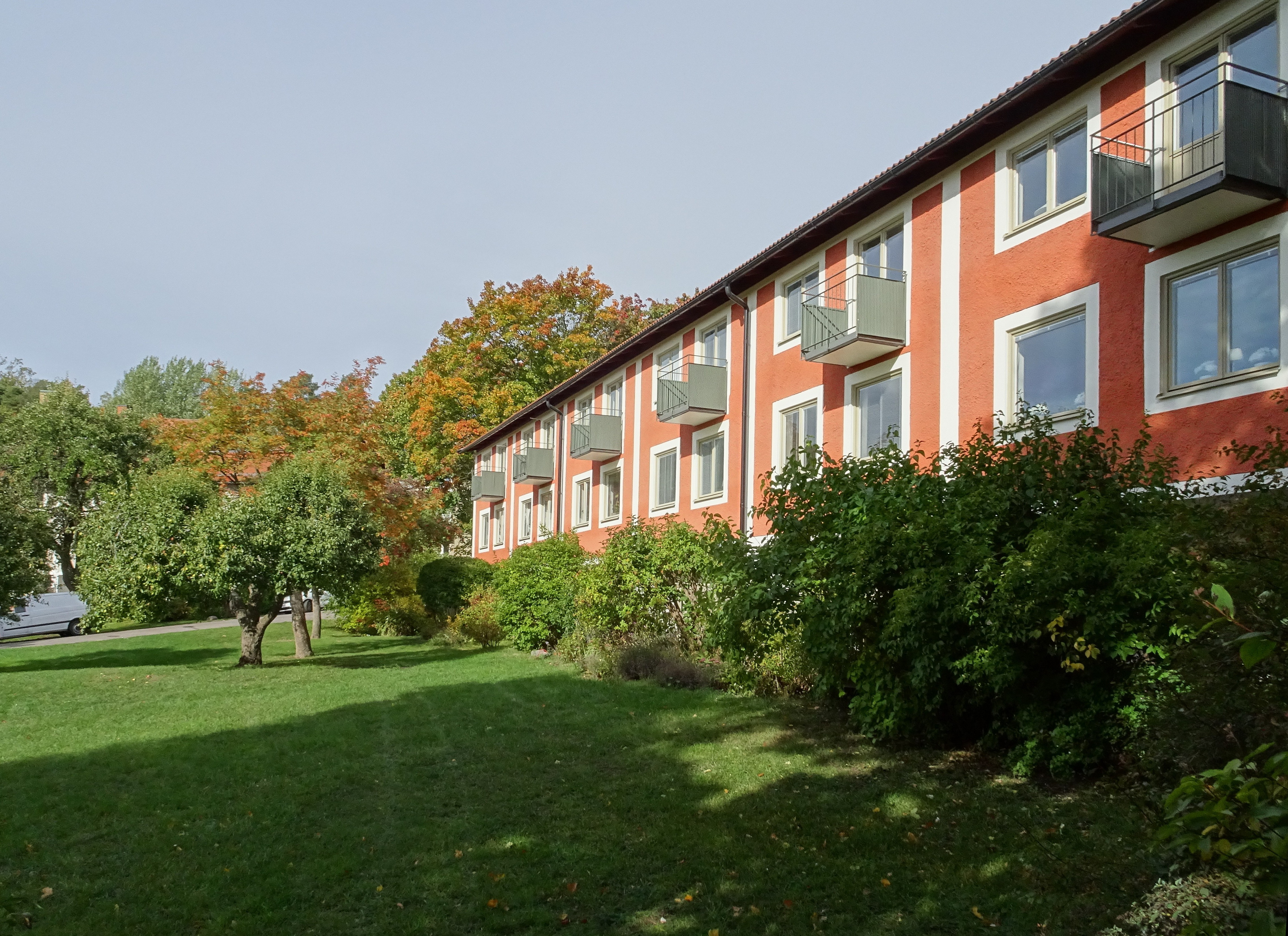
Radhusområdet, Rastvägen. (Blåmärkt)
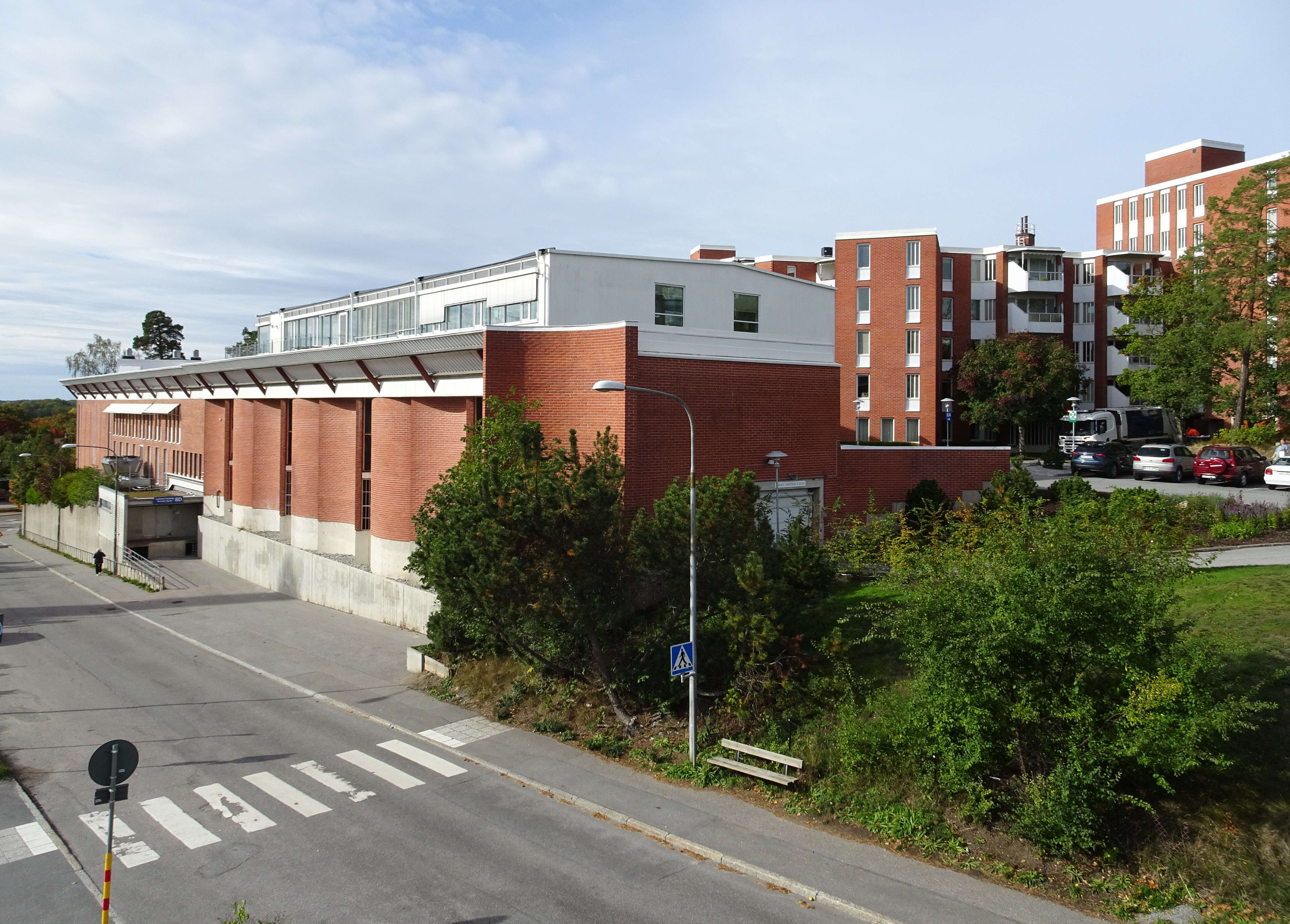
Seniorboende Nockebyhus. (Blåmärkt)

## Natur och rekreation
Nockebyhov gränser i sydväst till Mälaren. Strandremsan är ett brant, obebyggt skogsområde kallat Gubbkärrsskogen med  Nockebyhovs strandpromenad. Strandpromenaden sträcker sig från Ängbybadet i norr till Nockebybron i söder. Ängbybadet med campingplats ligger på gränsen mellan Nockebyhov och Södra Ängby. Badet invigdes redan 1936. Norr om Gubbkärrsvägen är Nockebyhov obebyggd. Här vidtar Judarskogen med den lilla sjön Judarn i mitten.

Natur och rekreation
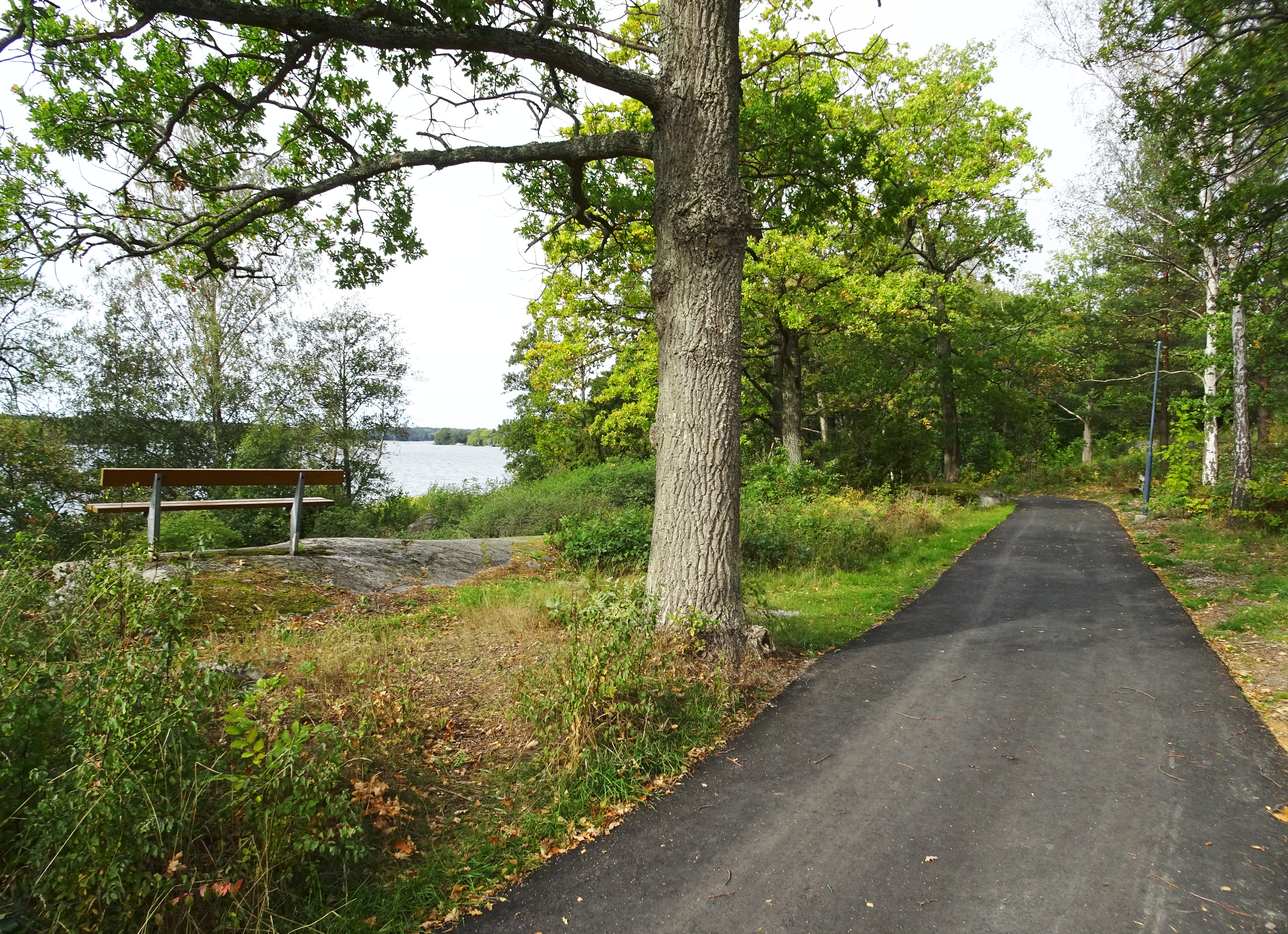
Nockebyhovs strandpromenad.
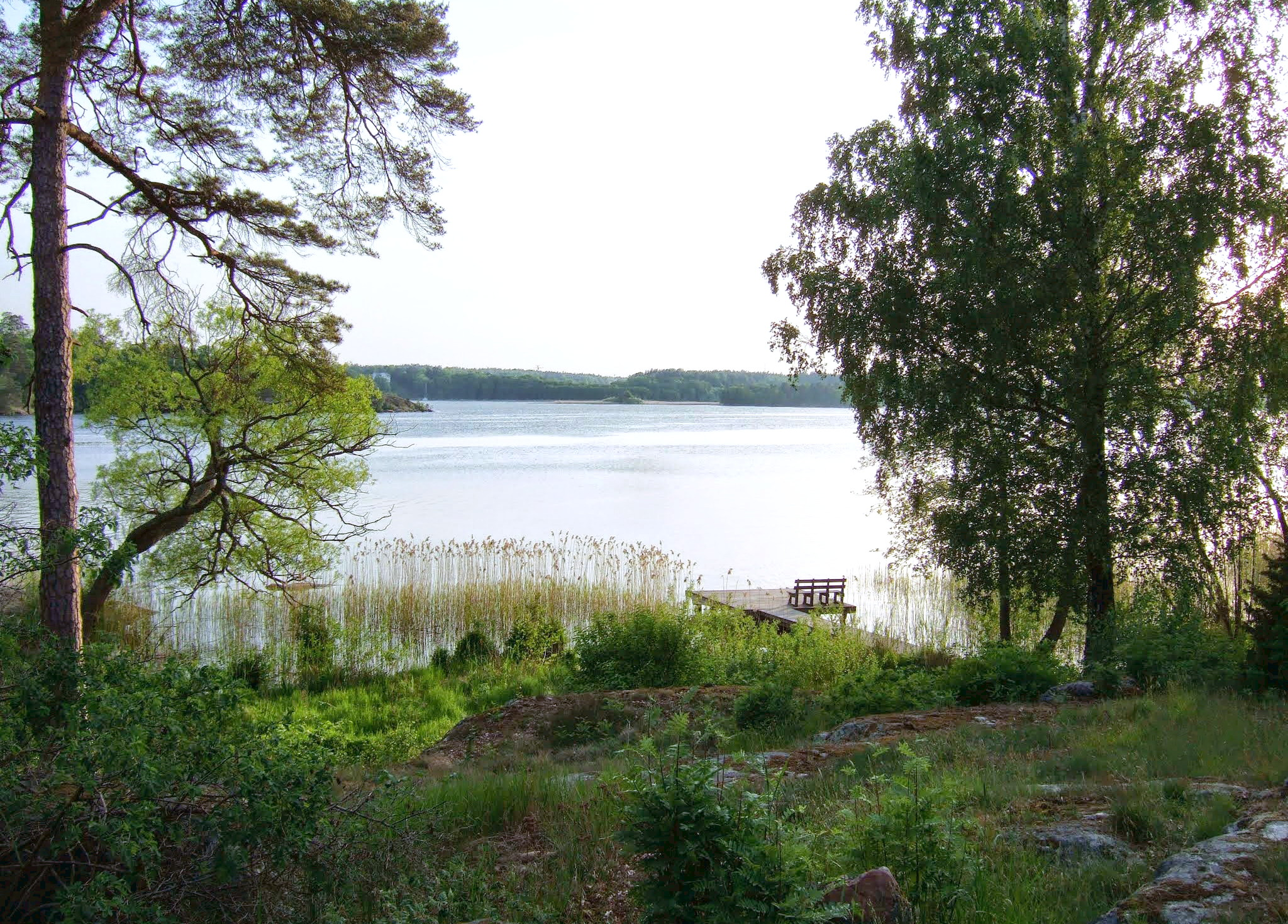
Vy över Mälaren från Nockebyhovs strandpromenad.
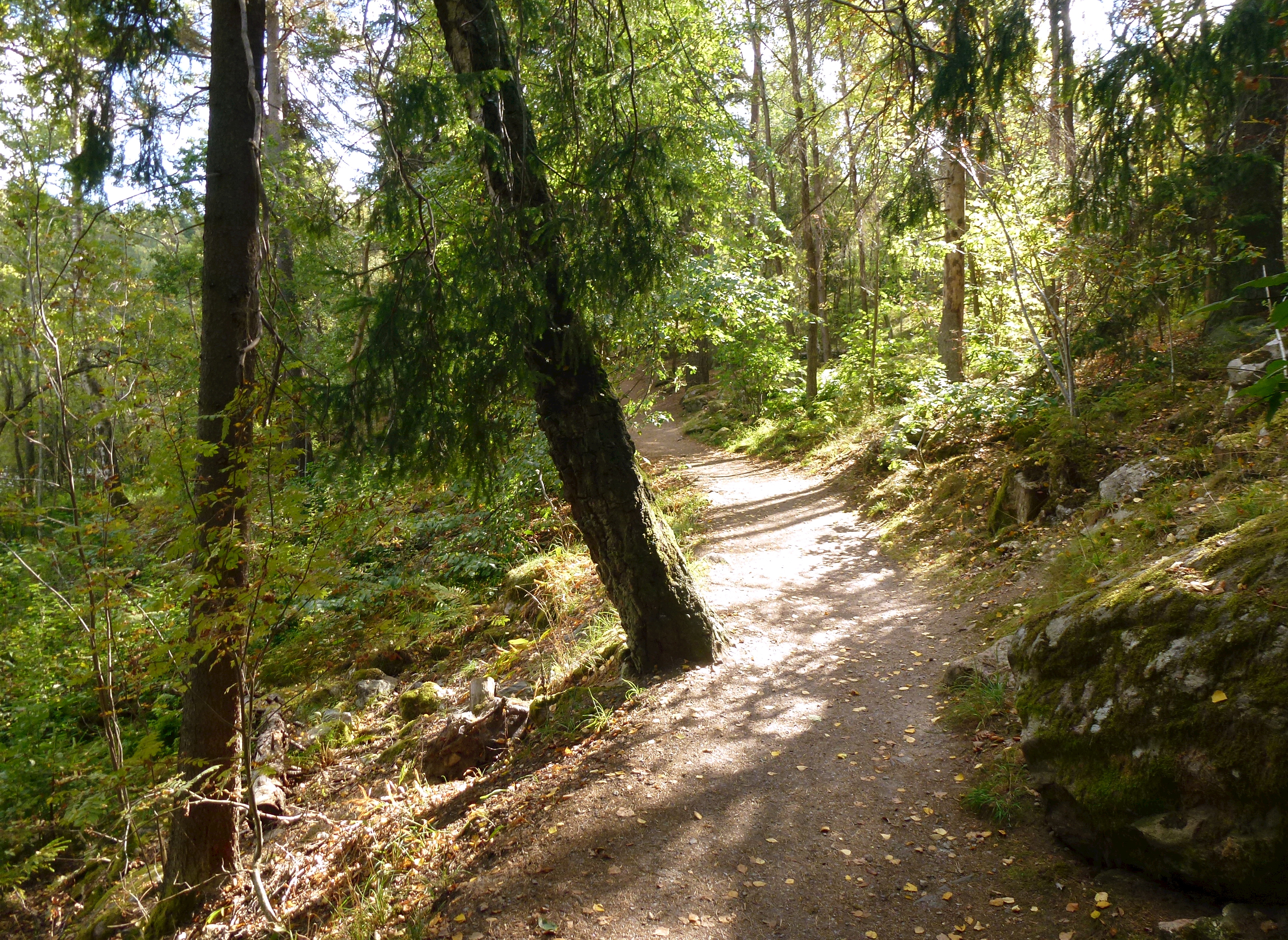
Judarskogens naturstig.
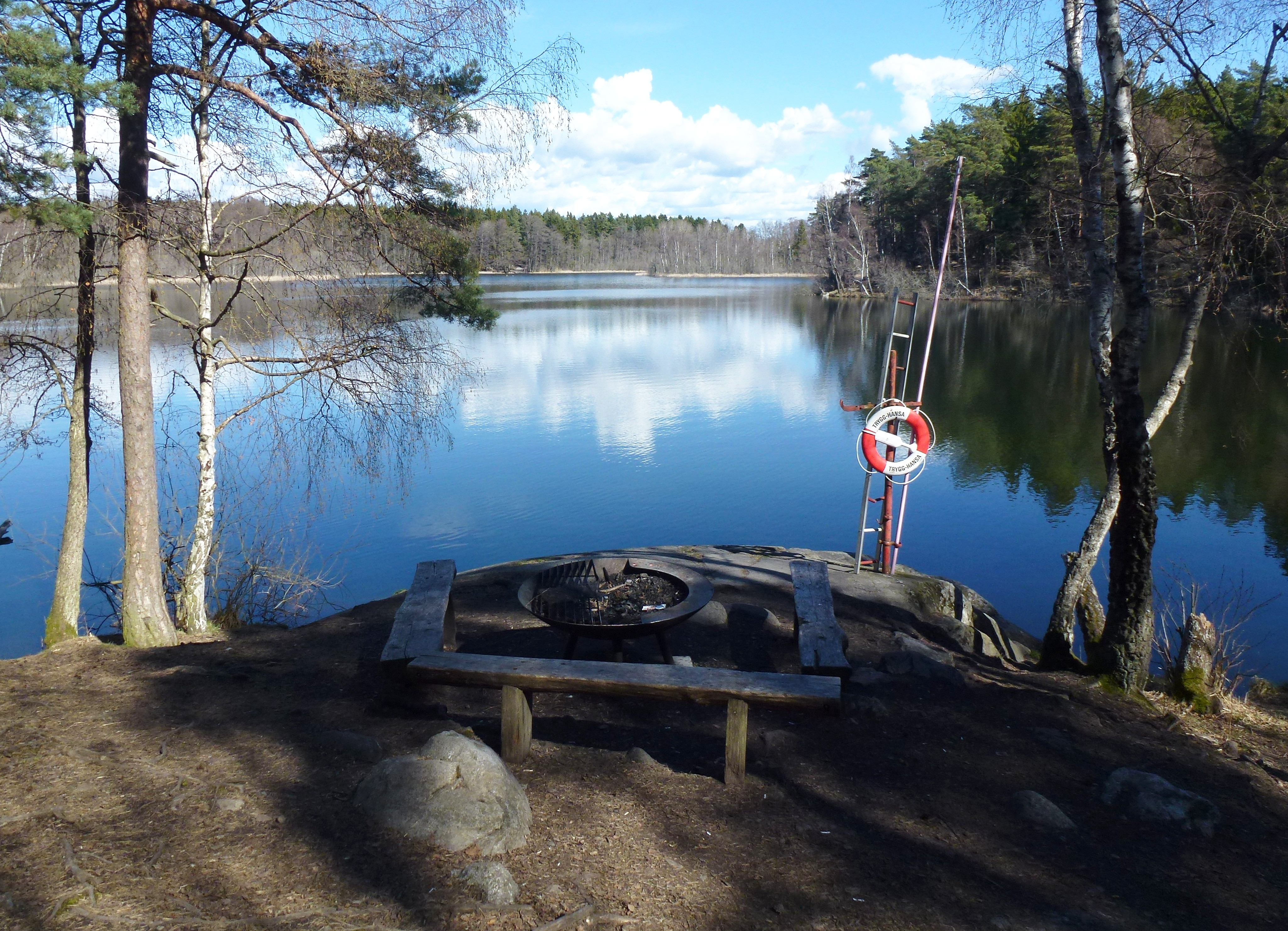
Grillplats vid sjön Judarn.
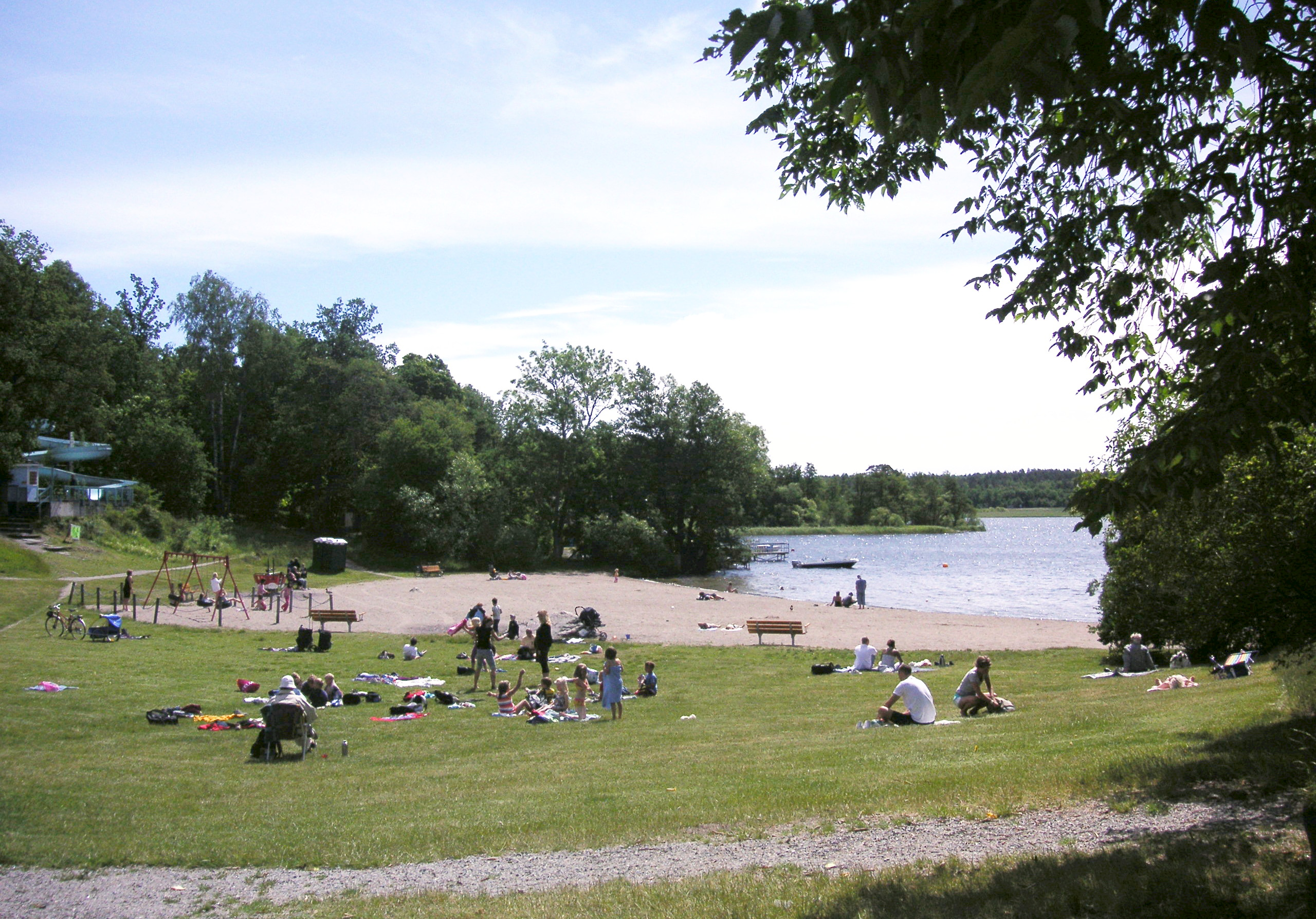
Ängbybadet.

## Demografi
Den 31 december 2021 hade stadsdelen 3 266 invånare, varav 16,5 procent med utländsk bakgrund.